# العلاقات الأنغولية الأوزبكستانية
العلاقات الأنغولية الأوزبكستانية هي العلاقات الثنائية التي تجمع بين أنغولا وأوزبكستان.

## مقارنة بين البلدين
هذه مقارنة عامة ومرجعية للدولتين:
| وجه المقارنة                                              | أنغولا           | أوزبكستان       |
| --------------------------------------------------------- | ---------------- | --------------- |
| المساحة (كم2)                                             | 1.25 مليون       | 448.98 ألف      |
| عدد السكان (نسمة)                                         | 29.78 مليون      | 32.39 مليون     |
| الكثافة السكانية (ن./كم²)                                 | 23.82            | 72.14           |
| العاصمة                                                   | لواندا           | طشقند           |
| اللغة الرسمية                                             | اللغة البرتغالية | اللغة الأوزبكية |
| العملة                                                    | كوانزا أنغولي    | سوم أوزبكستاني  |
| الناتج المحلي الإجمالي (بليون دولار)                      | 124.21 مليار     | 48.72 مليار     |
| الناتج المحلي الإجمالي (تعادل القوة الشرائية) بليون دولار | 184.83 مليار     | 190.50 مليار    |
| الناتج المحلي الإجمالي الاسمي للفرد دولار أمريكي          | 4.10 ألف         | 2.13 ألف        |
| الناتج المحلي الإجمالي للفرد دولار أمريكي                 |                  | 5.57 ألف        |
| مؤشر التنمية البشرية                                      | 0.533            | 0.675           |
| رمز المكالمات الدولي                                      | +244             | +998            |
| رمز الإنترنت                                              | .ao              | .uz             |
| المنطقة الزمنية                                           | ت ع م+01:00      | ت ع م+05:00     |

## منظمات دولية مشتركة
يشترك البلدان في عضوية مجموعة من المنظمات الدولية، منها:
| علم المنظمة | اسم المنظمة                        | تاريخ انضمام أنغولا | تاريخ انضمام أوزبكستان |
| ----------- | ---------------------------------- | ------------------- | ---------------------- |
|             | منظمة الشرطة الجنائية الدولية      | ?                   | ?                      |
|             | منظمة حظر الأسلحة الكيميائية       | ?                   | ?                      |
|             | مؤسسة التمويل الدولية              | 19 سبتمبر 1989      | 30 سبتمبر 1993         |
|             | يونسكو                             | 11 مارس 1977        | 26 أكتوبر 1993         |
|             | البنك الدولي للإنشاء والتعمير      | 19 سبتمبر 1989      | 21 سبتمبر 1992         |
|             | مؤسسة التنمية الدولية              | 19 سبتمبر 1989      | 24 سبتمبر 1992         |
|             | الأمم المتحدة                      | 1 ديسمبر 1976       | 2 مارس 1992            |
|             | وكالة ضمان الاستثمار متعدد الأطراف | 19 سبتمبر 1989      | 4 نوفمبر 1993          |
|             | الاتحاد الدولي للاتصالات           | 13 أكتوبر 1976      | 10 يوليو 1992          |
|             | الاتحاد البريدي العالمي            | ?                   | ?                      |

## وصلات خارجية
- موقع وزارة الخارجية الأنغولية
- موقع وزارة الخارجية الأوزبكستانية